# Friedensmission

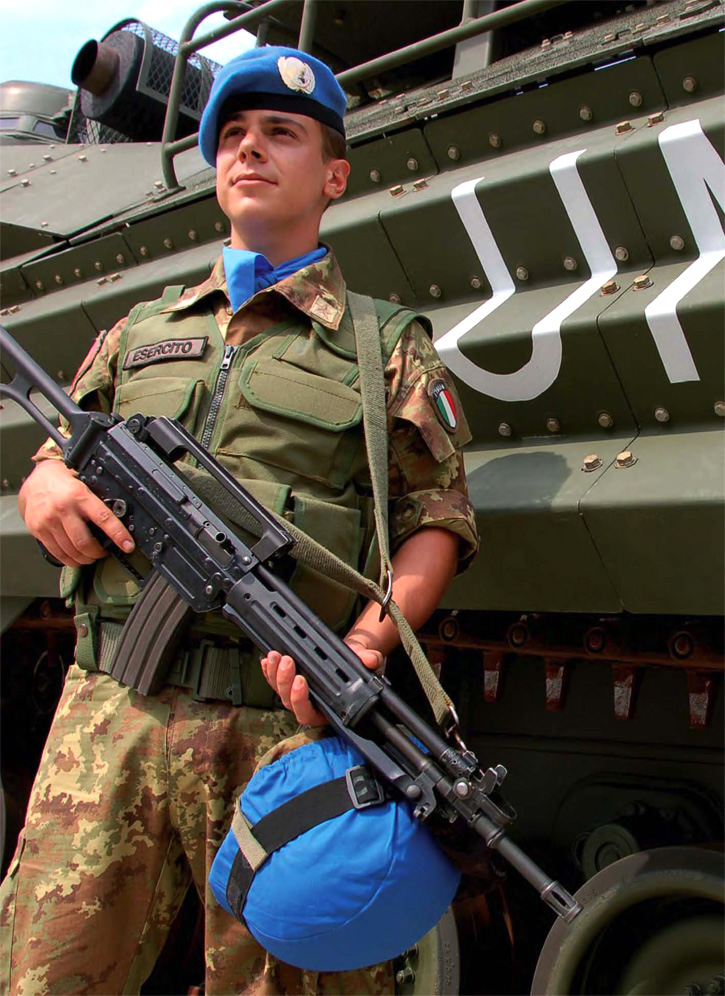
Italienischer Blauhelmsoldat im Libanon (UNIFIL)

Die Friedensmission bzw. friedenserhaltende Maßnahme (englisch peacekeeping mission) ist eine Form des Militäreinsatzes, vorwiegend durch die Vereinten Nationen (UN), manchmal auch eigenmächtig durch einzelne Staaten und Regierungen. Sie ist zu unterscheiden von Beobachtermissionen und friedenserzwingenden Maßnahmen sowie politischen Missionen und Guten Diensten der Vereinten Nationen. Wie alle bewaffneten Einsätze der Vereinten Nationen setzt sie ein Mandat des UN-Sicherheitsrates voraus, das Art, Umfang und Dauer des Einsatzes festlegt. Sie kann gemäß Kapitel VI oder Kapitel VII der Charta der Vereinten Nationen angeordnet werden.
Eine Friedensmission der Vereinten Nationen findet immer nur mit Zustimmung der Regierung des Gastlandes statt, in dem ihre Einheiten tätig werden. Ihre Truppen, Blauhelmsoldaten genannt, haben grundsätzlich keinen Kampfauftrag, sind aber bewaffnet und unter Umständen in gewissem Umfang zum Waffengebrauch berechtigt. Je nach Mandat sind sie berechtigt, sich selbst, ihre Stellungen und Zivilisten zu verteidigen sowie ihre Bewegungsfreiheit zu gewährleisten. Bis 1999 waren die Soldaten nur zur Selbstverteidigung bewaffnet. Unter dem Eindruck der Erfahrungen in Ruanda 1994 und in Srebrenica 1995 wurden die folgenden Missionen in der Regel mit einem „robusten Mandat“ ausgestattet, das die Soldaten dazu berechtigt, Zivilisten mit Waffengewalt zu schützen.
Zu den Instrumenten einer Friedensmission zählen die Einsetzung von Untersuchungskommissionen, Vermittlungen zwischen Konfliktparteien, Anrufung des Internationalen Gerichtshofes, soweit sich diesem beide Streitparteien unterworfen haben, die Bildung von UN-kontrollierten Pufferzonen oder die Entsendung von Wahlbeobachtern, wie z. B. bei der Mission der Vereinten Nationen in Osttimor (UNAMET).
Die drei Grundprinzipien von UN-Friedensmissionen sind: Einsatz nur mit Zustimmung des Gastlandes, Unparteilichkeit und der limitierte Einsatz von Gewalt.
Friedensmissionen der Vereinten Nationen dienten bisher zumeist der humanitären Hilfe, Überwachung eines Waffenstillstandes (z. B. UNFICYP auf Zypern), der Entwaffnung von Bürgerkriegsparteien (z. B. ONUMOZ in Mosambik) oder der Sicherung eines Dekolonisierungsprozesses (z. B. UNSF Neuguinea). In diesem Sinne dient eine Friedensmission der Friedenssicherung. Zu den weiteren Aufgaben können die Unterstützung der staatlichen Bürokratie oder Unterstützung beim Demokratisierungsprozess zählen.
Insgesamt gibt es im Hinblick auf die Einsatzmodalitäten der verschiedenen Missionen Unterschiede, aber die von der Anlage her gegebene Möglichkeiten des Vorgehens mit Waffengewalt schafft Situationen, in denen Raum für die Anwendung des Kriegsvölkerrechts besteht. Da die Vereinten Nationen eine internationale Organisation sind, den Abkommen über das Kriegsvölkerrecht aber nur Staaten beitreten können, ist vor allem der rechtliche Status der Friedensmissionen in vielen konkreten rechtlichen Fragen noch offen und ungeklärt.
Über den Erfolg von Friedensmissionen gibt es unterschiedliche Aussagen. In der Vergangenheit haben Missionen sowohl zu einem offensichtlichen Erfolg, wie z. B. in El Salvador und Kroatien, geführt. Jedoch gab es auch Friedensmissionen, die scharf kritisiert wurden, wie z. B. in Somalia. Dennoch besteht Übereinstimmung, dass der bisherige Einsatz von Friedensmissionen eine Vielzahl von Menschenleben gerettet hat und auch die Kosten von Missionen solche von Kriegen unterschreiten.